# Klaus Bodenmüller
Klaus Bodenmüller (né le 6 septembre 1962 à Feldkirch) est un athlète autrichien, spécialiste du lancer du poids.

## Biographie
Il remporte le titre des Championnats d'Europe en salle 1990 de Glasgow en Écosse, en devançant avec la marque de 21,03 m les Est-allemands Ulf Timmermann et Oliver-Sven Buder. En 1991, Klaus Bodenmüller monte sur la deuxième marche du podium des Championnats du monde en salle de Séville avec un jet à 20,42 m, s'inclinant finalement face au Suisse Werner Günthör.
Il termine dans les huit premiers de la finale olympique de 1992.

### Palmarès
| Date | Compétition                    | Lieu      | Résultat | Marque  |
| ---- | ------------------------------ | --------- | -------- | ------- |
| 1987 | Championnats d'Europe en salle | Liévin    | 4e       | 20,16 m |
| 1987 | Championnats du monde          | Rome      | 7e       | 20,41 m |
| 1988 | Championnats d'Europe en salle | Budapest  | 4e       | 19,70 m |
| 1990 | Championnats d'Europe en salle | Glasgow   | 1er      | 21,03 m |
| 1991 | Championnats du monde en salle | Séville   | 2e       | 20,42 m |
| 1992 | Jeux olympiques                | Barcelone | 6e       | 20,48 m |
| 1992 | Championnats d'Europe en salle | Gênes     | 3e       | 19,99 m |

### Records
| Épreuve         | Épreuve   | Performance | Lieu    | Date         |
| --------------- | --------- | ----------- | ------- | ------------ |
| Lancer du poids | Plein air | 20,79 m     | Linz    | 13 juin 1987 |
| Lancer du poids | Salle     | 21,03 m     | Glasgow | 3 mars 1990  |